# 에드워드 그레이

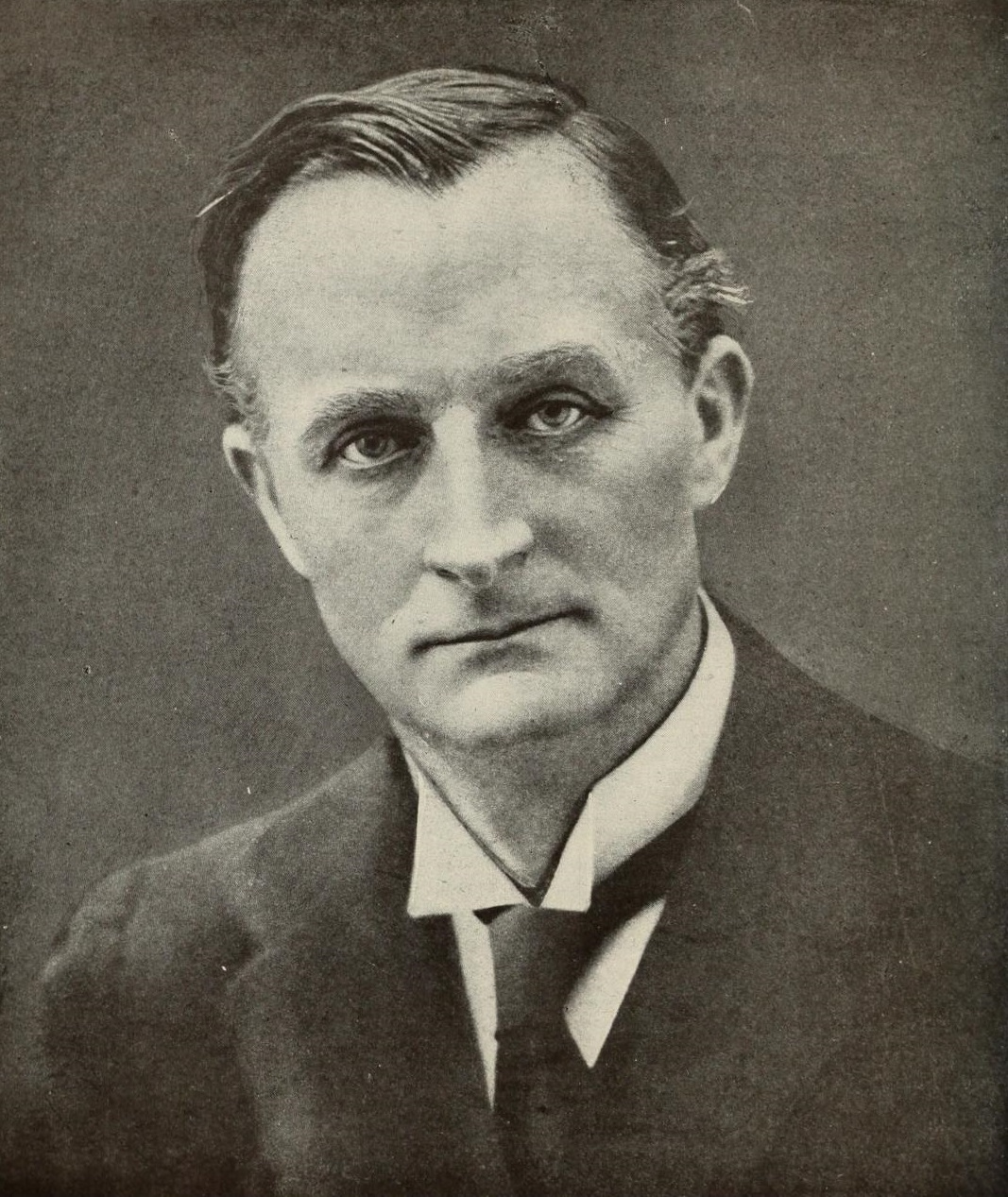

에드워드 그레이(Edward Grey, 1862년 4월 25일 ~ 1933년 9월 7일)는 영국 자유당의 연설가, 정치인이다. 제1차 세계 대전 시기에 영국의 대외 정책에 큰 영향력을 행사했다. 사회자유주의를 고수하였다.